# 桂枝甘草湯
桂枝甘草湯，出自《傷寒雜病論》。

## 主治
發汗過多，其人叉手自冒心、心下悸欲得按者。

## 方解
發汗過多，虛其心陽，水氣凌心則心悸欲按。以桂枝補心陽、炙甘草補中。